# Bruchidius strictus
Bruchidius strictus là một loài bọ cánh cứng trong họ Bruchidae. Loài này được Iablokov-khnzoryan miêu tả khoa học năm 1974.